# Peter Gzowski
Peter Gzowski (Toronto, 13 juli 1934 – aldaar, 24 januari 2002) was een Canadees reporter, schrijver en radiomaker. Hij werd vooral bekend door zijn werk bij het CBC-radioprogramma Morningside. Hij werd een reus in de Canadese journalistiek, bekend bij velen onder de naam Mr Canada.
Hij schreef boeken, presenteerde tv-programma's en werkte voor een groot aantal kranten. Het aantal interviews dat hij afnam voor Morningside wordt geschat op 27.000.
- Bibliothèque nationale de France: cb12132657b (data)
- International Standard Name Identifier: 0000 0001 1797 9989
- Library of Congress Control Number: n80090264
- MusicBrainz: 8dbb035f-e70d-42ae-b5e8-677accc548a3
- Nationale Bibliotheek van Tsjechië: mub2011620541
- Nationale Bibliotheek van Israël: 987007344984605171
- Nationale Bibliotheek van Polen: a0000001183803
- Nederlandse Thesaurus van Auteursnamen: 068863926
- Système universitaire de documentation: 029774489
- Virtual International Authority File: 79064864
- WorldCat: E39PCjKbHxC7MG4p9DrFpxgKcX